# Dentimachus politus
Dentimachus politus là một loài tò vò trong họ Ichneumonidae.